# Pulo Baro (Keumala)
Pulo Baro is een bestuurslaag in het regentschap Pidie van de provincie Atjeh, Indonesië. Pulo Baro telt 43 inwoners (volkstelling 2010).